# Камиев, Сайлау Галымжанович
Сайлау Галымжанович Камиев (каз. Сайлау Ғалымжанұлы Қамиев; 17 июня 1976; село Жарсуат, Индерский район, Атырауская область, КазССР, СССР) — казахстанский актёр, эстрадный певец, театральный режиссёр

, театральный педагог, доцент искусствоведения (2017). Заслуженный деятель Казахстана (2014).

## Биография
Родился 17 июня 1973 года в селе Жарсуат Индерского района Атырауской области.
В 1991 году поступил в вокально-хоровую студию при Казахском государственном академическом театре оперы и балета имени Абая, которую окончил в 1993 году.
В 1994 году поступил на актёрский факультет Алматинского государственного института театра и кино, который окончил в 1998 году по классу народного артиста Казахстана, профессора Каукена Кенжетаева и профессора Есима Сегизбаева по специальности актёр музыкально-драматического театра.
В 2013 году окончил в том же университете курсы высшего режиссёра и получил степень магистра истории искусств.

## Трудовая деятельность
С 1998 по 2018 год — актёр и режиссер Казахского академического музыкально-драматического театра имени Калибека Куанышбаева г. Нур-Султан;
С 2002 года по настоящее время — солист группы «Байтерек»;
С 2010 года по настоящее время — преподаватель, доцент (с 2017 года) факультета актёрского мастерства и режиссуры Казахского национального университета искусств г. Нур-Султан;
С 2018-2023 года — главный режиссёр театра драмы и комедии имени А. Мамбетова г. Нур-Султан;
С 2023 года - главный директор театра драмы имени Тахауи Ахтанова г. Актобе;

## Режиссёрские работы
|    | Год  | Название                                                | Театр                                                         |
| -- | ---- | ------------------------------------------------------- | ------------------------------------------------------------- |
| 1  | 2013 | Г. Мусрепов «Козы Корпеш — Баян сулу» («Поэма о любви») | Казахский музыкально-драматический театр имени К. Куанышбаева |
| 2  | 2013 | Г. Мусрепов «Қыз Жібек»                                 | театр имени К. Куанышбаева                                    |
| 3  | 2015 | Мар Байджиев «Жекпе-жек»                                | театр имени К. Куанышбаева                                    |
| 4  | 2016 | Хасенов Мухаметкали «Жасырын махаббат»                  | театр «Жастар»                                                |
| 5  | 2016 | Мар Байджиев «Нәзи»                                     | театр «Жастар»                                                |
| 6  | 2018 | Пресгурвик, Жерар «Ромео и Джульетта»                   | КазНУИ «Учебный театр» имени Мамбетова                        |
| 7  | 2018 | И. Сапарбай «Шамши»                                     | КазНУИ «Учебный театр» имени Мамбетова                        |
| 8  | 2018 | Р. Тома «8 женщин»                                      | КазНУИ «Учебный театр» имени Мамбетова                        |
| 9  | 2018 | М. Фрейн «Театр 180°» (комедия)                         | театр «Nomad City Hall»                                       |
| 10 | 2019 | Б. Томас «Тётка Чарлея»                                 | театр «Nomad City Hall»                                       |
| 11 | 2019 | М. Камолетти «Праздничный меню»                         | театр «Nomad City Hall»                                       |
| 12 | 2019 | М. Макатаев «Кош махаббат»                              | театр «Nomad City Hall»                                       |
| 13 | 2020 | Д. Исабеков «Тыныштық күзетшісі»                        | театр «Nomad City Hall»                                       |

## Награды и звания
- 2000 (29 декабря) — Премия Союза молодёжи Республики Казахстан;
- 2006 — Государственная молодёжная премия Правительства Республики Казахстан «Дарын» в номинации «Эстрада»;[2][3]
- 2007 — Почётный нагрудный знак Министерства культуры и информации Республики Казахстана «Деятель культуры Казахстана» (каз. Қазақстанның Мәдениет қайраткері) — за заслуги в культуре и искусстве.;
- 2014 (5 декабря) — Указом Президента Республики Казахстан награждён почетным званием «Заслуженный деятель Казахстана» — за заслуги в развитии театрального искусства.;[4]
- 2020 (июнь) — Благодарственное письмо Президента Республики Казахстан;